# Maximilian von Laßberg
Maximilian Bernhard Theodor Freiherr von Laßberg (* 9. November 1813 in Salzburg; † 26. Februar 1866 in Detmold) war ein bayerischer Kammerjunker und von 1847 bis 1866 Postrat der Thurn-und-Taxis-Post in Lippe. Auf seine Initiative hin entstand 1854 die erste römisch-katholische Pfarrei nach der Reformation in Lippe.

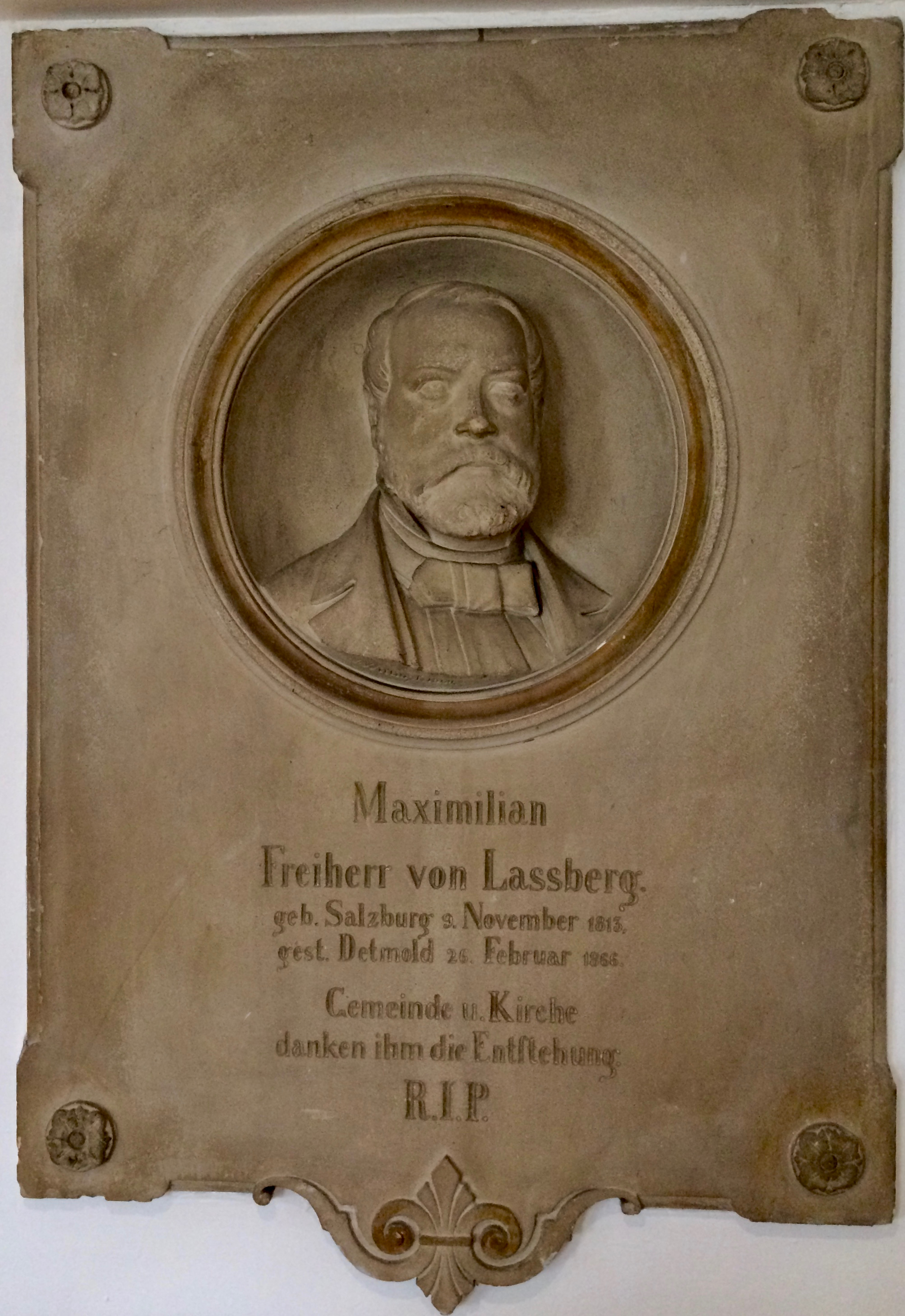
Halbrelief von Maximilian Freiherr von Laßberg in der St. Bonifatius-Kapelle, Detmold

## Leben
Am 4. Oktober 1846 heiratete er Ida Freiin von Stein zu Nord- und Ostheim, die eine Tochter von Carl von Stein zu Nord- und Ostheim war.
Nach jahrelangen Bemühungen von Seiten der römisch-katholischen Bürger Lippes, erließ der Fürst am 9. März 1854 das „Edikt, die gesetzliche Gleichstellung der katholischen Kirche mit der evangelischen Landeskirche betreffend“. Damit hatte Laßberg sein Ziel erreicht und konnte sich dem Aufbau der katholischen Gemeinde in Detmold widmen.